# Avanture Tintina
Avanture Tintina (fra. Les Aventures de Tintin) naziv je serije stripova koje je nacrtao i osmislio Belgijanac Georges Remi, poznatiji pod umjetničkim imenom Hergé (1907. – 1983.) Strip se po prvi put pojavio 10. siječnja 1929. godine u dječjem dodatku „Male dvadesete” (Le Petit Vingtième) belgijskog časopisa „Dvadeseto stoljeće” (Le Vingtième Siècle). Od tada pa do 1983. godine kada je umro Hergé izašlo je 23 stripa, a naknadno je izašlo još 7 stripova koje nije nacrtao Hergé.
Glavni junak stripa je mladi i naivni belgijski reporter Tintin, koga vjerno u avanturama prati pas Snowy (Milou u francuskom originalu). Ostali junaci su: nesposobni detektivi Thomson i Thompson (Dupond et Dupont) koji sliče kao da su braća blizanci iako to nisu i imaju samo jednu malu razliku a to su brkovi, dežurni zajedljivac kapetan Haddock i liječeni alkoholičar u pokušaju, nagluhi ali bistri profesor Tournesol.
Serija stripova „Avanture Tintina” postigla je veliki uspjeh širom Europe i svijeta i prevedena je na preko 50 svjetskih jezika. 
Računalno-animirani film iz 2011. godine „Avanture Tintina” producirali su: Steven Spielberg, Peter Jackson i Kathleen Kennedy.
U mjestu Louvain-la-Neuve u Belgiji 20 km jugoistočno od Bruxellesa, nalazi se muzej posvećen Hergéu i Tintinu.